# Cristian Lucchetti
Cristian David Lucchetti (Luján de Cuyo, Mendoza, 26 de junio de 1978) es un exfutbolista argentino. Jugaba como arquero. Su último equipo fue Gimnasia de Jujuy. Actualmente se encuentra como manager en Banfield.

## Biografía

### Banfield
En 1996, llegó a Banfield con el cual debutó en Primera División ese mismo año con triunfo de Banfield frente a Boca Juniors el 17 de noviembre (siendo este partido el último de Carlos Fernando Navarro Montoya y el segundo de Juan Román Riquelme en el club). Luego de un descenso, un ascenso y una buena campaña en su club en primera división bajo la dirección técnica de Luis Garisto.

### Santos Laguna
El arquero fue transferido al Santos Laguna de la Primera división mexicana por su destreza bajo los tres palos. Con su nuevo club disputó tanto el campeonato local como la Copa Libertadores 2004 donde fueron eliminados por River Plate en octavos de final en una polémica definición por penales.

### Racing Club
En 2004 volvió a Argentina para jugar en Racing Club. Con el club de Avellaneda peleó el Torneo Clausura 2005 que, finalmente, ganó Vélez Sársfield.

### Banfield (Segundo Ciclo)
Para el campeonato siguiente, Lucchetti regresó a Banfield con el que logró la clasificación a la Copa Libertadores 2007. Con el equipo del Sur, logró el Torneo Apertura 2009.

### Boca Juniors
En junio de 2010, Lucchetti es traspasado a Boca Juniors, a préstamo por una temporada. Debutó el 9 de julio del mismo año ante Palmeiras, donde el equipo argentino derrotó 0-2 al conjunto brasilero; jugó los primeros cuarenta y cinco minutos atajando dos remates al arco. Luego fue reemplazado por Javier García debido a que el encuentro era de carácter amistoso.
Debutó oficialmente con la camiseta de Boca Juniors el 8 de agosto de 2010, frente a Godoy Cruz por el Apertura 2010. El partido salió 1-1.

### Banfield (Tercer ciclo)
Tras un año en el club xeneize, Lucchetti volvió a Banfield a mediados de 2011 al finalizar su cesión. En 2012 Banfield descendió, y el arquero abandonó el club al finalizar su contrato.

### Atlético Tucumán
El 25 de julio de 2012 firmó como jugador libre para Atlético Tucumán de la B Nacional. En un partido contra Gimnasia de Jujuy metió su primer gol en el club tucumano. En 2014 convierte su segundo en la derrota con Huracán por 2 a 1. El 8 de noviembre de 2015, consiguió el ascenso a la Primera División tras 5 años en la segunda categoría. El 3 de septiembre de 2018, alcanza la marca de 200 partidos oficiales en el club en el triunfo 2-1 ante Newell's. Es uno de los máximos ídolos de la historia del conjunto tucumano. También, llegó a jugar la instancia de cuartos de final de la Copa Libertadores 2018, el mejor momento a nivel internacional de la historia del club.

### Gimnasia de Jujuy
El 11 de enero de 2022 firmó con Gimnasia de Jujuy, club en el cual se retiraría el 1 de junio de 2023.

## Clubes
| Club              | País      | Año       |
| ----------------- | --------- | --------- |
| Banfield          | Argentina | 1996-2003 |
| Santos Laguna     | México    | 2003-2004 |
| Racing            | Argentina | 2004-2005 |
| Banfield          | Argentina | 2005-2010 |
| Boca Juniors      | Argentina | 2010-2011 |
| Banfield          | Argentina | 2011-2012 |
| Atlético Tucumán  | Argentina | 2012-2021 |
| Gimnasia de Jujuy | Argentina | 2022-2023 |

## Estadísticas
Datos actualizados al 3 de agosto de 2021.
| Club | Div           | Temporada     | Liga | Liga | Liga | Liga | Copas (1) | Copas (1) | Copas (1) | Copas (1) | Internacional (2) | Internacional (2) | Internacional (2) | Internacional (2) | Total (3) | Total (3) | Total (3) | Total (3) |
| Club | Div           | Temporada     | PJ   | GR   | VI   | G    | PJ        | GR        | VI        | G         | PJ                | GR                | VI                | G                 | PJ        | GR        | VI        | G         |
| --- | ------------- | ------------- | ---- | ---- | ---- | ---- | --------- | --------- | --------- | --------- | ----------------- | ----------------- | ----------------- | ----------------- | --------- | --------- | --------- | --------- |
| Banfield Argentina |               |               |      |      |      |      |           |           |           |           |                   |                   |                   |                   |           |           |           |           |
| 1.ª | A-1996        | 5             | 10   | 0    | 0    | -    | -         | -         | -         | -         | -                 | -                 | -                 | 5                 | 10        | 0         | 0         |           |
| 2.ª | 1997-2001     | 30            | ?    | ?    | 0    | -    | -         | -         | -         | -         | -                 | -                 | -                 | 30                | ?         | ?         | 0         |           |
| 1.ª | A-2001        | 19            | 24   | 5    | 1    | -    | -         | -         | -         | -         | -                 | -                 | -                 | 19                | 24        | 5         | 1         |           |
| 1.ª | C-2002        | 19            | 19   | 7    | 0    | -    | -         | -         | -         | -         | -                 | -                 | -                 | 19                | 19        | 7         | 0         |           |
| 1.ª | A-2002        | 19            | 17   | 7    | 0    | -    | -         | -         | -         | -         | -                 | -                 | -                 | 19                | 17        | 7         | 0         |           |
| 1.ª | A-2005        | 12            | 10   | 5    | 0    | -    | -         | -         | -         | 2         | 0                 | 2                 | 0                 | 14                | 10        | 7         | 0         |           |
| 1.ª | C-2006        | 19            | 22   | 5    | 0    | -    | -         | -         | -         | -         | -                 | -                 | -                 | 19                | 22        | 5         | 0         |           |
| 1.ª | A-2006        | 19            | 26   | 3    | 2    | -    | -         | -         | -         | 2         | 2                 | 1                 | 0                 | 21                | 28        | 4         | 2         |           |
| 1.ª | C-2007        | 19            | 30   | 3    | 3    | -    | -         | -         | -         | 6         | 8                 | 1                 | 1                 | 25                | 38        | 4         | 4         |           |
| 1.ª | A-2007        | 19            | 21   | 8    | 6    | -    | -         | -         | -         | -         | -                 | -                 | -                 | 19                | 21        | 8         | 6         |           |
| 1.ª | C-2008        | 16            | 29   | 2    | 2    | -    | -         | -         | -         | -         | -                 | -                 | -                 | 16                | 29        | 2         | 2         |           |
| 1.ª | A-2008        | 16            | 17   | 6    | 1    | -    | -         | -         | -         | -         | -                 | -                 | -                 | 16                | 17        | 6         | 1         |           |
| 1.ª | C-2009        | 19            | 25   | 5    | 2    | -    | -         | -         | -         | -         | -                 | -                 | -                 | 19                | 25        | 5         | 0         |           |
| 1.ª | A-2009        | 19            | 11   | 10   | 0    | -    | -         | -         | -         | -         | -                 | -                 | -                 | 16                | 17        | 6         | 1         |           |
| 1.ª | C-2010        | 12            | 12   | 5    | 0    | -    | -         | -         | -         | 8         | 11                | 0                 | 1                 | 20                | 23        | 5         | 1         |           |
| 1.ª | A-2011        | 19            | 29   | 3    | 0    | -    | -         | -         | -         | -         | -                 | -                 | -                 | 16                | 17        | 6         | 1         |           |
| 1.ª | C-2012        | 19            | 37   | 1    | 0    | -    | -         | -         | -         | -         | -                 | -                 | -                 | 19                | 37        | 1         | 0         |           |
| Total club | Total club    | 300           | 339  | 75   | 17   | 0    | 0         | 0         | 0         | 18        | 21                | 4                 | 2                 | 318               | 360       | 79        | 19        |           |
| Racing Club Argentina |               |               |      |      |      |      |           |           |           |           |                   |                   |                   |                   |           |           |           |           |
| 1.ª | A-2004        | 17            | 20   | 5    | 0    | -    | -         | -         | -         | -         | -                 | -                 | -                 | 17                | 20        | 5         | 0         |           |
| 1.ª | C-2005        | 19            | 17   | 8    | 0    | -    | -         | -         | -         | -         | -                 | -                 | -                 | 19                | 17        | 8         | 0         |           |
| Total club | Total club    | 36            | 37   | 13   | 0    | 0    | 0         | 0         | 0         | 0         | 0                 | 0                 | 0                 | 36                | 37        | 13        | 0         |           |
| Santos Laguna · México |               |               |      |      |      |      |           |           |           |           |                   |                   |                   |                   |           |           |           |           |
| 1.ª | A-2003        | 15            | 23   | 5    | 0    | -    | -         | -         | -         | -         | -                 | -                 | -                 | 15                | 23        | 5         | 0         |           |
| 1.ª | C-2004        | 15            | 17   | 4    | 0    | 4    | 7         | 0         | 0         | 8         | 7                 | 2                 | 0                 | 27                | 31        | 6         | 0         |           |
| Total club | Total club    | 30            | 40   | 9    | 0    | 4    | 7         | 0         | 0         | 8         | 7                 | 2                 | 0                 | 42                | 54        | 11        | 0         |           |
| Boca Juniors Argentina |               |               |      |      |      |      |           |           |           |           |                   |                   |                   |                   |           |           |           |           |
| 1.ª | A-2010        | 13            | 16   | 2    | 0    | -    | -         | -         | -         | -         | -                 | -                 | -                 | 13                | 16        | 2         | 0         |           |
| 1.ª | C-2011        | 13            | 14   | 5    | 0    | -    | -         | -         | -         | -         | -                 | -                 | -                 | 13                | 14        | 5         | 0         |           |
| Total club | Total club    | 26            | 30   | 7    | 0    | 0    | 0         | 0         | 0         | 0         | 0                 | 0                 | 0                 | 26                | 30        | 7         | 0         |           |
| Atlético Tucumán Argentina |               |               |      |      |      |      |           |           |           |           |                   |                   |                   |                   |           |           |           |           |
| 2.ª | 2012-13       | 30            | 27   | 12   | 0    | 3    | 5         | 0         | 0         | -         | -                 | -                 | -                 | 33                | 32        | 12        | 0         |           |
| 2.ª | 2013-14       | 40            | 34   | 15   | 0    | -    | -         | -         | -         | -         | -                 | -                 | -                 | 40                | 34        | 15        | 0         |           |
| 2.ª | 2014          | 15            | 14   | 4    | 1    | -    | -         | -         | -         | -         | -                 | -                 | -                 | 15                | 14        | 4         | 1         |           |
| 2.ª | 2015          | 41            | 31   | 15   | 0    | 1    | 2         | 0         | 0         | -         | -                 | -                 | -                 | 42                | 33        | 15        | 0         |           |
| 1.ª | 2016          | 15            | 19   | 4    | 0    | 1    | 1         | 0         | 0         | -         | -                 | -                 | -                 | 16                | 20        | 4         | 0         |           |
| 1.ª | 2016-17       | 21            | 31   | 5    | 0    | 5    | 2         | 3         | 0         | 10        | 14                | 1                 | 0                 | 36                | 47        | 9         | 0         |           |
| 1.ª | 2017-18       | 7             | 8    | 2    | 0    | 2    | 0         | 2         | 0         | 4         | 4                 | 2                 | 0                 | 13                | 12        | 6         | 0         |           |
| 1.ª | 2018-19       | 25            | 29   | 6    | 0    | 7    | 13        | 3         | 0         | 0         | 0                 | 0                 | 0                 | 32                | 42        | 9         | 0         |           |
| 1.ª | 2019-20       | 14            | 17   | 3    | 0    | 1    | 2         | 0         | 0         | 4         | 4                 | 1                 | 0                 | 20                | 22        | 5         | 0         |           |
| 1.ª | 2020-21       | 25            | 46   | 5    | 0    | 24   | 37        | 5         | 0         | 2         | 2                 | 0                 | 0                 | 51                | 89        | 10        | 0         |           |
| Total club | Total club    | 212           | 215  | 68   | 1    | 43   | 60        | 13        | 0         | 23        | 25                | 6                 | 0                 | 298               | 349       | 90        | 1         |           |
| Gimnasia de Jujuy Argentina | 2.ª           | 2022          | 21   | 24   | 9    | -    | 2         | 0         | 2         | -         | -                 | -                 | -                 | -                 | 23        | 24        | 11        | -         |
| Gimnasia de Jujuy Argentina | 2.ª           | Total club    | 21   | 24   | 9    | -    | 2         | 0         | 2         | -         | -                 | -                 | -                 | -                 | 23        | 24        | 11        | -         |
| Total carrera | Total carrera | Total carrera | 625  | 685  | 181  | 18   | 49        | 67        | 15        | 0         | 49                | 53                | 12                | 2                 | 743       | 805       | 208       | 20        |
| (1) Incluye datos de Interligas 2004, la Copa Argentina (2012/13, 2014/15, 2015/16, 2016/17, 2017/18, 2018/19, 2019,20) Copa de la Superliga Argentina (2019), Copa Diego Maradona (2020), Copa LPF (2021). (2) Incluye datos de la Copa Libertadores (2004, 2007, 2010, 2017, 2018, 2020); Copa Sudamericana (2005, 2006, 2017, 2020). (2) No incluye goles en partidos amistosos. |               |               |      |      |      |      |           |           |           |           |                   |                   |                   |                   |           |           |           |           |

### Penales atajados en Primera División
| N.º | Torneo        | Equipo           | Rival                       | Ejecutante         | Resultado |
| --- | ------------- | ---------------- | --------------------------- | ------------------ | --------- |
| 1°  | Apertura 2001 | Banfield         | Newell's Old Boys           | Nicolás Pavlovich  | 0-5       |
| 2°  | Apertura 2001 | Banfield         | River Plate                 | Ariel Ortega       | 1-1       |
| 3°  | Clausura 2002 | Banfield         | San Lorenzo de Almagro      | Guillermo Rivarola | 0-2       |
| 4°  | Clausura 2006 | Banfield         | Argentinos Juniors          | Nicolás Pareja     | 3-1       |
| 5°  | Clausura 2007 | Banfield         | Quilmes                     | Pablo Batalla      | 2-3       |
| 6°  | Clausura 2010 | Banfield         | Gimnasia y Esgrima La Plata | Raúl Maldonado     | 3-2       |
| 7°  | Apertura 2011 | Banfield         | Newell's Old Boys           | Mauricio Sperduti  | 2-0       |
| 8°  | 2018-19       | Atlético Tucumán | Newell's Old Boys           | Mauro Formica      | 2-1       |
| 9°  | 2018-19       | Atlético Tucumán | Tigre                       | Diego Vera         | 3-0       |
| 10° | 2020          | Atlético Tucumán | Racing Club                 | Fabricio Domínguez | 2-0       |
| 11° | 2021          | Atlético Tucumán | Argentinos Juniors          | Gabriel Ávalos     | 4-3       |

## Palmarés

### Campeonatos nacionales
| Título                        | Equipo           | País      | Año      |
| ----------------------------- | ---------------- | --------- | -------- |
| Primera B Nacional            | Banfield         | Argentina | 2000/01  |
| Primera División de Argentina | Banfield         | Argentina | A - 2009 |
| Primera B Nacional            | Atlético Tucumán | Argentina | 2015     |

### Distinciones individuales
| Premio                       | Equipo   | País      | Año  |
| ---------------------------- | -------- | --------- | ---- |
| Premio Ubaldo Matildo Fillol | Banfield | Argentina | 2009 |